# HMS Seraph (1941)
HMS Seraph (pennant number P219) – brytyjski okręt podwodny typu S służący w Royal Navy. W czasie II wojny światowej brał udział w wielu operacjach wywiadowczych i sił specjalnych, z których najbardziej znaną jest operacja Mincemeat.
Jednostka należała do trzeciej serii okrętów podwodnych typu S. Została zbudowana przez stocznię Vickers-Armstrong w Barrow-in-Furness, zamówienie złożono 23 czerwca 1940. 
Stępkę położono 16 sierpnia 1940, okręt zwodowano 25 października 1941 i wcielono do służby 27 czerwca 1942. Po przejściu prób odbył  w lipcu 14-dniowy patrol w pobliżu Norwegii. Później, w drodze na Morze Śródziemne został zbombardowany przez pomyłkę w pobliżu przylądka Finisterre przez samolot Whitley należący do RAFu. Okręt nie odniósł jednak uszkodzeń.
Po dotarciu na wody Morza Śródziemnego został 25 sierpnia przydzielony do 8 flotylli okrętów podwodnych (ang. 8th Submarine Flotilla). Został wybrany do przeprowadzania misji specjalnych, wśród nich bardziej znane są trzy:

## Operacja Flagpole
„Seraph” po raz pierwszy wziął udział w walce w czasie wspierania operacji Torch - alianckiego lądowania w Afryce Północnej. W czasie dwóch ostatnich tygodni września 1942 pod dowództwem porucznika Normana Jewella przeprowadził rozpoznanie algierskiego wybrzeża.
Po powrocie do Gibraltaru „Seraph” został przydzielony do wykonania operacji Flagpole, czyli przewiezienia zastępcy generała Eisenhowera, generała porucznika (ang. Lieutenant General) Marka Clarka na tajne negocjacje z oficerami Vichy. Po załadowaniu składanych kajaków, pistoletów maszynowych, krótkofalówek i innych zapasów, okręt przewiózł Clarka, dwóch innych generałów US Army, komandora Jeraulda Wrighta z US Navy, kilku innych oficerów i trzech brytyjskich komandosów.
Okręt podpłynął do algierskiego wybrzeża 19 października 1942. Nocą 20 października pasażerowie zostali wyładowani na brzeg. Operacja była bardzo ważna, ponieważ pomogła zmniejszyć ewentualny opór wojsk francuskich w momencie lądowania aliantów (choć Francuzi nie zostali poinformowani, że jednostki z żołnierzami znajdują się już w drodze i desant odbędzie się w ciągu kilku dni).
Generał Clark i jego towarzysze zostali zabrani z brzegu przez okręt 25 października, a następnie zostali odwiezieni do Gibraltaru.

## Operacja Kingpin: „okręt z dwoma dowódcami”
27 października Jewell otrzymał rozkaz ponownego wyruszenia w rejs, tym razem w kierunku południowego wybrzeża Francji. „Seraph” miał tam patrolować wody przybrzeżne do momentu otrzymania przekazu z nazwą portu, z którego będzie miał zabrać pasażerów. Nocą 5 listopada okręt dotarł do punktu położonego około 20 mil na wschód od Tulonu i wziął na pokład francuskiego generała Henri Girauda, jego syna oraz trzech członków sztabu, na spotkanie z generałem Eisenhowerem w Gibraltarze. W czasie rozmów omawiano sprawę poparcia desantu Aliantów przez oddziały w Casablance i Oranie, które dotychczas były wierne rządowi Vichy.
Zabranie generała z brzegu wymagało pewnej maskarady: ponieważ Giraud odmówił kontaktu z Brytyjczykami, a żadnego amerykańskiego okrętu podwodnego nie było w odległości 3000 mil, HMS „Seraph” na krótko stał się USS „Seraph”. Na jego maszt wciągano banderę amerykańską. Nominalnie okręt był pod dowództwem komandora Jeraulda Wrighta, który był wcześniej zaangażowany w operację Flagpole, ale Jewell prowadził bezpośrednio operację. Wczuwając się w role, brytyjscy członkowie załogi starali się udawać amerykański akcent, który znali z filmów. Oczywiście nikogo to nie zmyliło - zwłaszcza Girauda, którego o oszustwie poinformował Wright. 7 listopada „Seraph” przekazał pasażerów na łódź latającą PBY Catalina, która została wysłana z Gibraltaru w poszukiwaniu okrętu, ten bowiem utracił kontakt z bazą z powodu awarii radia.
24 listopada „Seraph” wypłynął na swój pierwszy patrol bojowy na Morzu Śródziemnym. Wkrótce został wezwany do dołączenia do innych okrętów podwodnych, z pokładu których komandosi brytyjscy i amerykańscy prowadzili operacje zwiadowcze. 2 grudnia 1942 okręt storpedował i uszkodził włoski statek handlowy „Puccini”. 23 grudnia próbował staranować i zatopić włoski okręt podwody, wskutek czego odniósł uszkodzenia, których naprawy musiano przeprowadzić w Anglii.

## Operacja Mincemeat
28 stycznia 1943 „Seraph” wrócił do Blyth w Anglii na potrzebny przegląd. Po kilku tygodniach Jewell został wezwany do Admiralicji na odprawę, gdzie dowiedział się, że kolejny przydział będzie także na Morze Śródziemne. Okręt wyruszył w rejs okręt 19 kwietnia. Poza załogą na pokładzie miał także innego pasażera: w stalowym pojemniku wypełnionym suchym lodem leżały zwłoki w mundurze Royal Marines. Zadaniem misji było przekonanie Niemców, że celem aliantów w ramach operacji Husky jest lądowanie na Bałkanach i Sardynii zamiast na Sycylii. 
Ciało miało być jednym z kluczowych składników tej operacji. We wczesnych godzinach 30 kwietnia „Seraph” wynurzył się w pobliżu wybrzeża Hiszpanii, niedaleko portu Huelva. Skrzynię wydobyto na pokład, a ciało ubrano w kamizelkę ratunkową, a następne opuszczono je do wody.

## Inne operacje

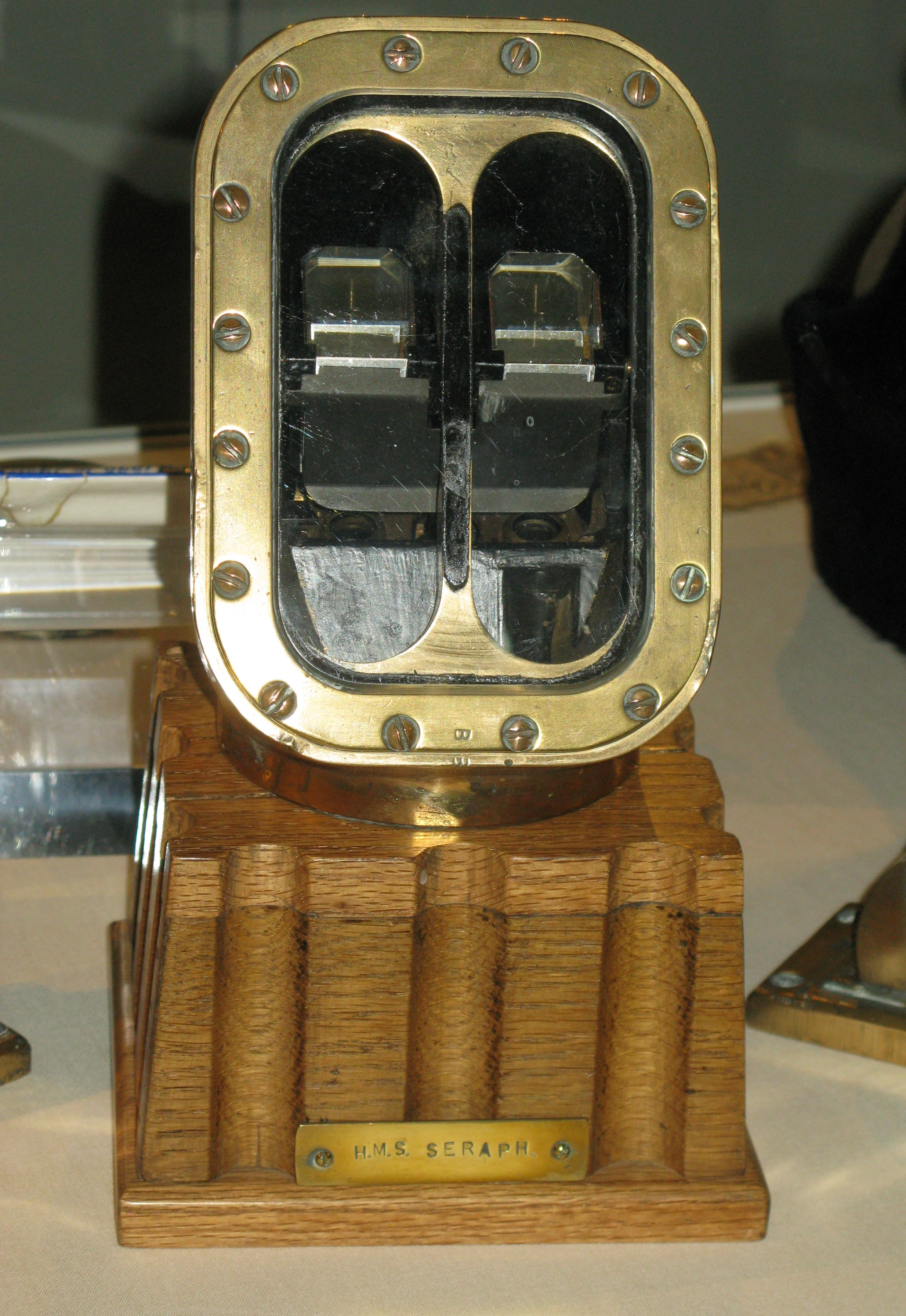
Peryskop HMS "Seraph"

Pod koniec kwietnia 1943 „Seraph” operował na Morzu Śródziemnym na wschód od Sardynii. 27 kwietnia w cieśninie Bonifacio wystrzelił salwę trzech torped w kierunku statku handlowego, ale atak nie zakończył się sukcesem. Dwa dni później wykonał ponowny atak i ten także nie powiódł się. Za każdym razem okręt był bezskutecznie obrzucany bombami głębinowymi.
W lipcu, w czasie operacji Husky, alianckiej inwazji na Sycylię brytyjski podwodniak służył jako przewodnik dla sił inwazyjnych.
Przez resztę 1943 „Seraph” operował przeciw siłom niemieckim i włoskim na Morzu Śródziemnym i atakował kilka konwojów, ale ataki zwykle nie kończyły się sukcesem i zatopił jedynie kilka małych jednostek.
W grudniu 1943 okręt popłynął do Chatcham na remont, po którym operował na wschodnim Atlantyku i Morzu Norweskim. Ostatni patrol bojowy przeprowadził na kanale La Manche pełniąc rolę naprowadzającego okrętu w czasie lądowania w Normandii 5 czerwca 1944. Następnie został przerobiony na okręt szkolny do ćwiczeń ZOP.
Admiralicja na początku 1944 otrzymała dane wywiadowcze dotyczące nowego typu U-Bootów. Wywiad twierdził, że nowe jednostki mogą osiągać pod wodą prędkość 16 węzłów, co było jakościowym skokiem w porównaniu do 9 węzłów osiąganych przez najszybsze okręty będące w służbie. Okręty podwodne typu XXI były postrzegane jako duże zagrożenie. „Seraph” został zmodyfikowany w Devonport, by osiągał dużą prędkość podwodną. Miał uczestniczyć w próbach, w których miano badać zagrożenia ze strony tak szybkiego okrętu i starać się znaleźć sposoby przeciwdziałania. Okręt stał się bardziej opływowy, zmniejszono rozmiary kiosku, usunięto działo wraz z jednym z peryskopów i masztem radarowym. Zaspawano także wyrzutnie torped. Silniki zostały ulepszone, zwiększono pojemność akumulatorów i zamontowano zmodernizowane śruby napędowe używane w okrętach większego typu T.

## Po wojnie
„Seraph” pozostał w służbie po wojnie. W 1955 został wyposażony w pancerz i używany jako okręt-cel dla ataków torpedowych. Został przydzielony do eskadry dowodzonej przez jak swojego pierwszego dowódcę, obecnie komandora Jewella. Pozostał w służbie do 25 października 1962.
Po tym, jak dotarł do Briton Ferry na złomowanie 20 grudnia 1965, części kiosku okrętu zostały zachowane jako pomnik na terenie uczelni Citadel w Charleston, gdzie generał Clark pełnił rolę prezydenta uczelni w latach 1954-1965.
Jest to jedyne miejsce w Stanach Zjednoczonych, gdzie może powiewać bandera Royal Navy.